# Murrumburrah
Murrumburrah är en ort i kommunen Hilltops Council i New South Wales i Australien. Orten ligger i den sydöstra delen av landet, omkring 270 kilometer väster om delstatshuvudstaden Sydney. Antalet invånare var 110 år 2016.
Runt Murrumburrah är det mycket glesbefolkat, med 2 invånare per kvadratkilometer.
Trakten runt Murrumburrah består till största delen av jordbruksmark. Genomsnittlig årsnederbörd är 875 millimeter. Den regnigaste månaden är februari, med i genomsnitt 156 mm nederbörd, och den torraste är oktober, med 36 mm nederbörd.